# 弱肉強食
弱肉強食（じゃくにくきょうしょく）は、唐の時代の中国からの言葉。

## 概要
力の弱い生き物は、力の強い生き物の食料となるということである。このことから転じて、この言葉は人間社会においては力の強い者が力の弱い物を打倒することによって、力の強い者が社会において栄えるということを意味する。

### 由来
この言葉は韓愈によって書かれた『送浮屠文暢師序』が由来である。ここでは、鳥は餌を捜し求めるために首を上げて四方を見渡し、獣は深い山奥に潜んでいるがたまに出てきて獲物を探す。このようになれば他の動物は自らが害されるかもしれないと不安になるのであるが、こうなっても害されるということを免れることはできずに弱肉強食となるということが述べられている。原文ではこのことに続いて、このような動物の弱肉強食に対して、今の人間というのは安心して暮らすことができて、落ち着いて食事をすることができて、呑気に生きて死んでいくということが述べられている。